# コハク酸セミアルデヒド
コハク酸セミアルデヒド（succinic semialdehyde）は、γ-アミノ酪酸 (GABA) の代謝産物であり、GABAから4-アミノ酪酸アミノトランスフェラーゼにより生成される。さらにコハク酸セミアルデヒドデヒドロゲナーゼにより酸化されてコハク酸となり、TCAサイクルへ入る。IUPAC名は4-オキソブタン酸。